# 宇野港
宇野港（うのこう）は、岡山県玉野市にある港湾である。港湾管理者は岡山県、港湾法上の重要港湾、港則法上の特定港、関税法上の開港に指定されているほか、取扱貨物の9割をフェリー輸送が占める。

## 概要

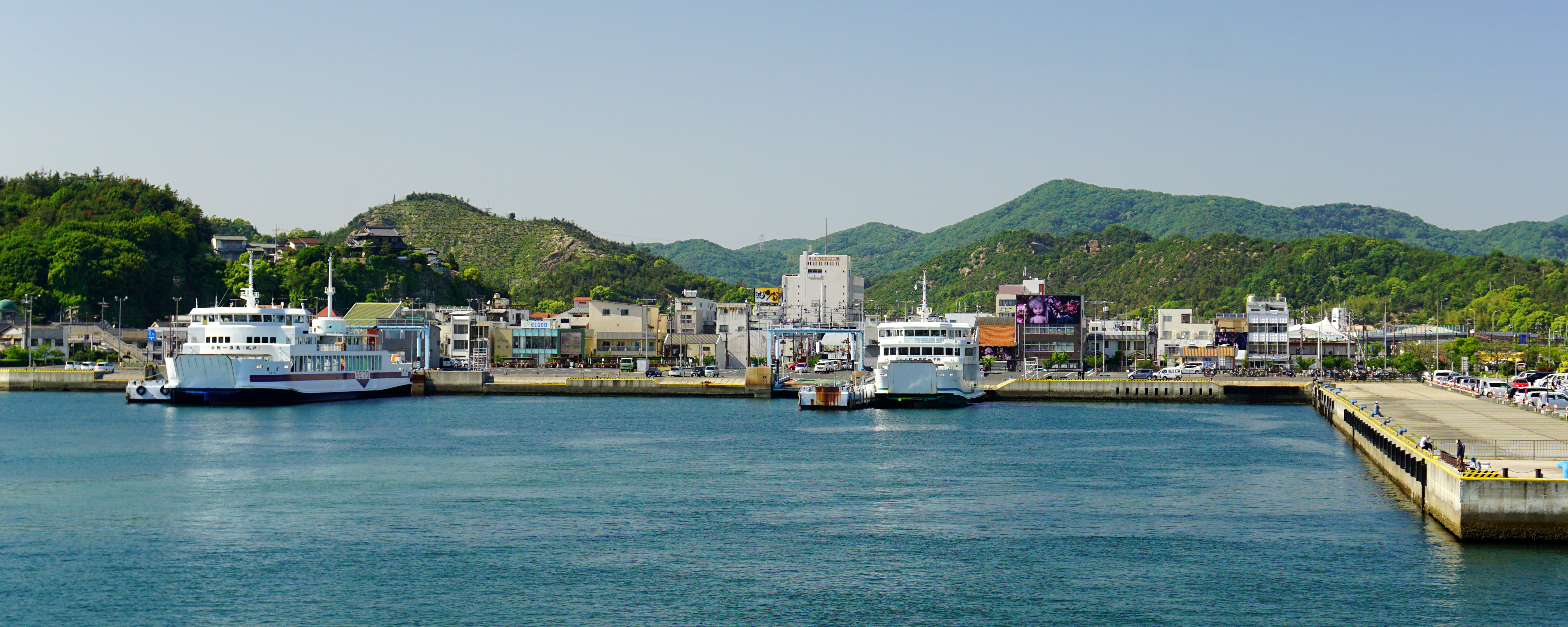
第三突堤（正面）、一突堤（右端）

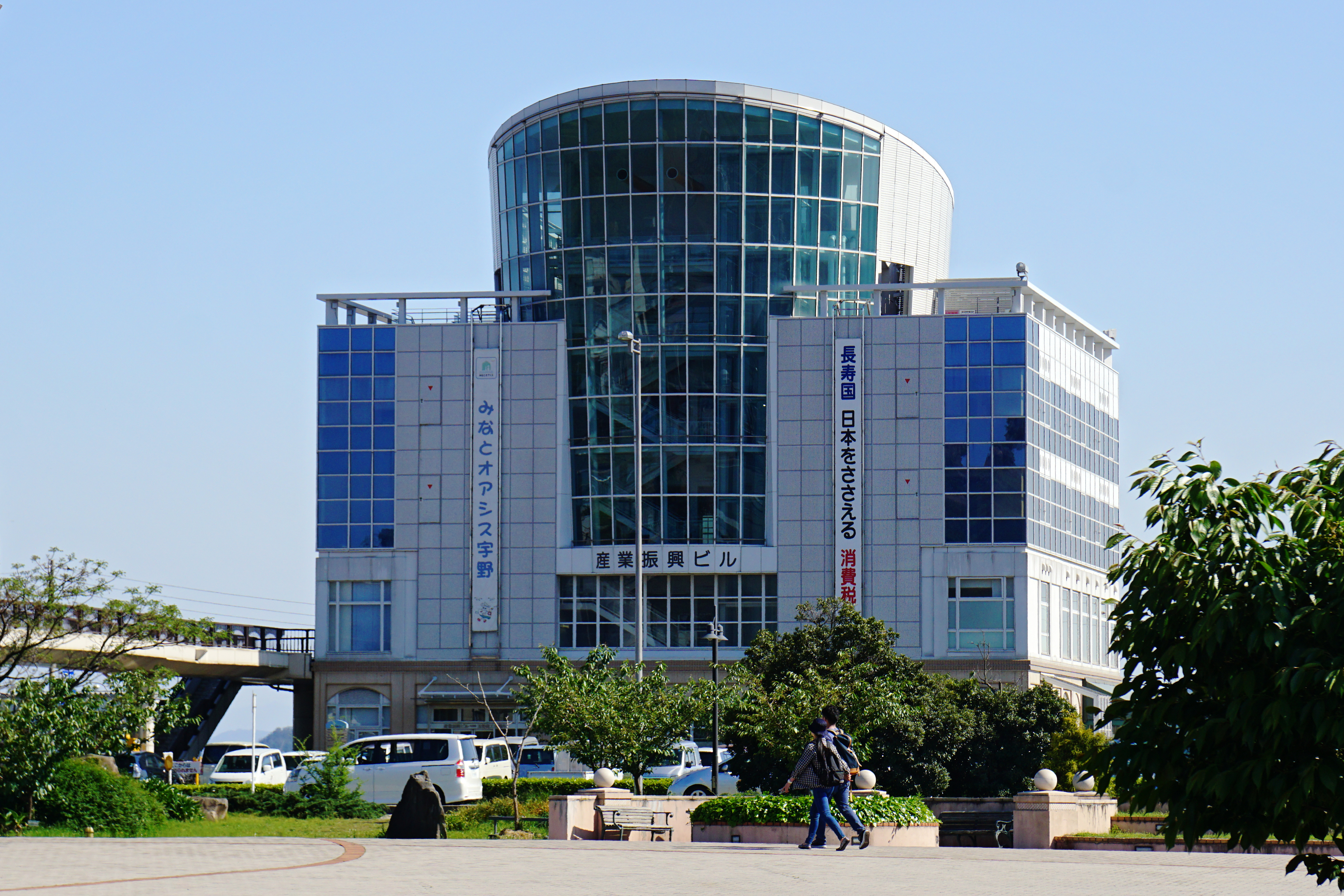
港湾事務所のある宇野港産業振興ビル

宇野港は岡山県の中南部に位置し、瀬戸内海の島々に囲まれ、南北に長い港域をもつ港湾である。フェリー貨物の拠点港と鉄鉱石・木材・砂糖等を取り扱う外貿港の機能に加え、県の防災拠点港に位置付けられ防災機能と水深10ｍの耐震強化岸壁が整備されている。また、宇野港湾事務所は岡山県内の港湾整備を管轄し水島港においても直轄事業を行っている。
宇野駅と高松駅を接続する宇高連絡船やフェリー航路によって四国への玄関口として発展してきた宇野港は1988年（昭和63年）の瀬戸大橋の開通、そして、最近の高速道路無料化問題により高松港を結ぶ宇高航路が中心であることにより大きな影響を受け旅客の激減のため航路の存続が危ぶまれている。

### 宇野地区

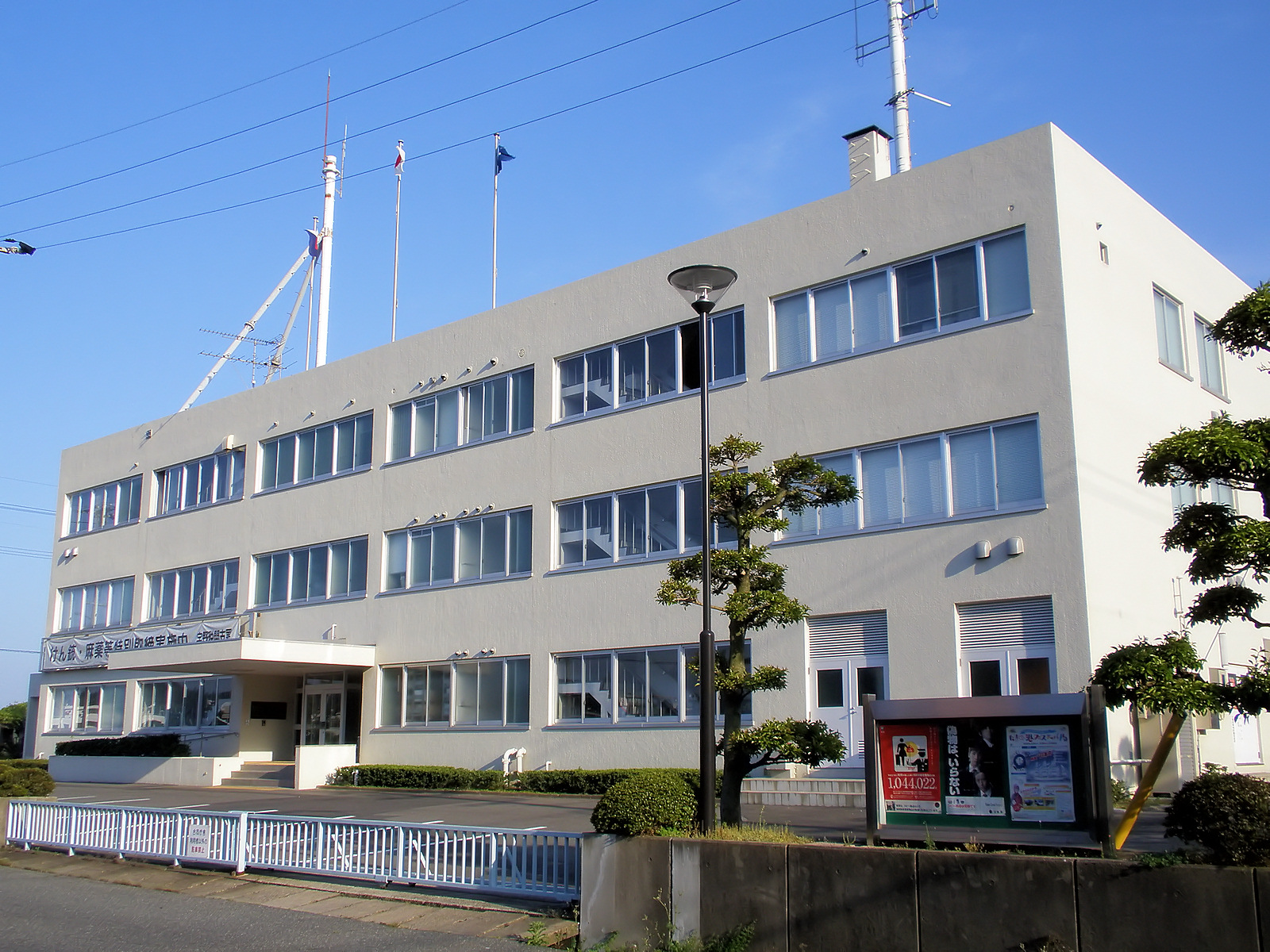
玉野港湾合同庁舎

宇野地区は築港地区とも呼ばれ、フェリーが多数発着する旅客ターミナルのある当港の中心地区である。宇高連絡線跡地に24時間活動型のウォーターフロントを志向する再開発事業が計画され、整備済みの水深10ｍ岸壁は大規模地震時に緊急物資輸送に対応できる耐震強化岸壁である。3万トン級の外航旅客船が着岸できる公共岸壁にはぱしふぃっくびいなすやクリッパーオデッセイなどの客船に、「たまの・港フェスティバル」では日本丸が寄港している。
港一帯は2008年（平成20年）5月17日にみなとオアシスの登録をしていて、産業振興ビル（玉野市築港）を代表施設とするみなとオアシス宇野として観光拠点ともなっている。2015年（平成27年）には、プレジャーボートなどの係留用の浮桟橋と産業振興ビルが「たまの・うの港海の駅」として岡山県内4か所目の海の駅に認定された。
主な施設
- 第一突堤
  - 大型客船バース 10.0 m 水深×280 m （1バース）
- 第三突堤
  - 5.5 m 岸壁 5.5 m 水深×90 m （1バース）野積場
  - (-)10.0 m 岸壁 10.0 m 水深×185 m （1バース）上屋・くん蒸上屋・野積場
- 宇野港産業振興ビル
  - 中国地方整備局宇野港湾事務所
- 玉野港湾合同庁舎
  - 第六管区海上保安本部玉野海上保安部
  - 中国運輸局岡山運輸支局玉野庁舎
  - 神戸税関宇野税関支所
- 岡山県備前県民局建設部宇野港管理事務所

### 玉地区

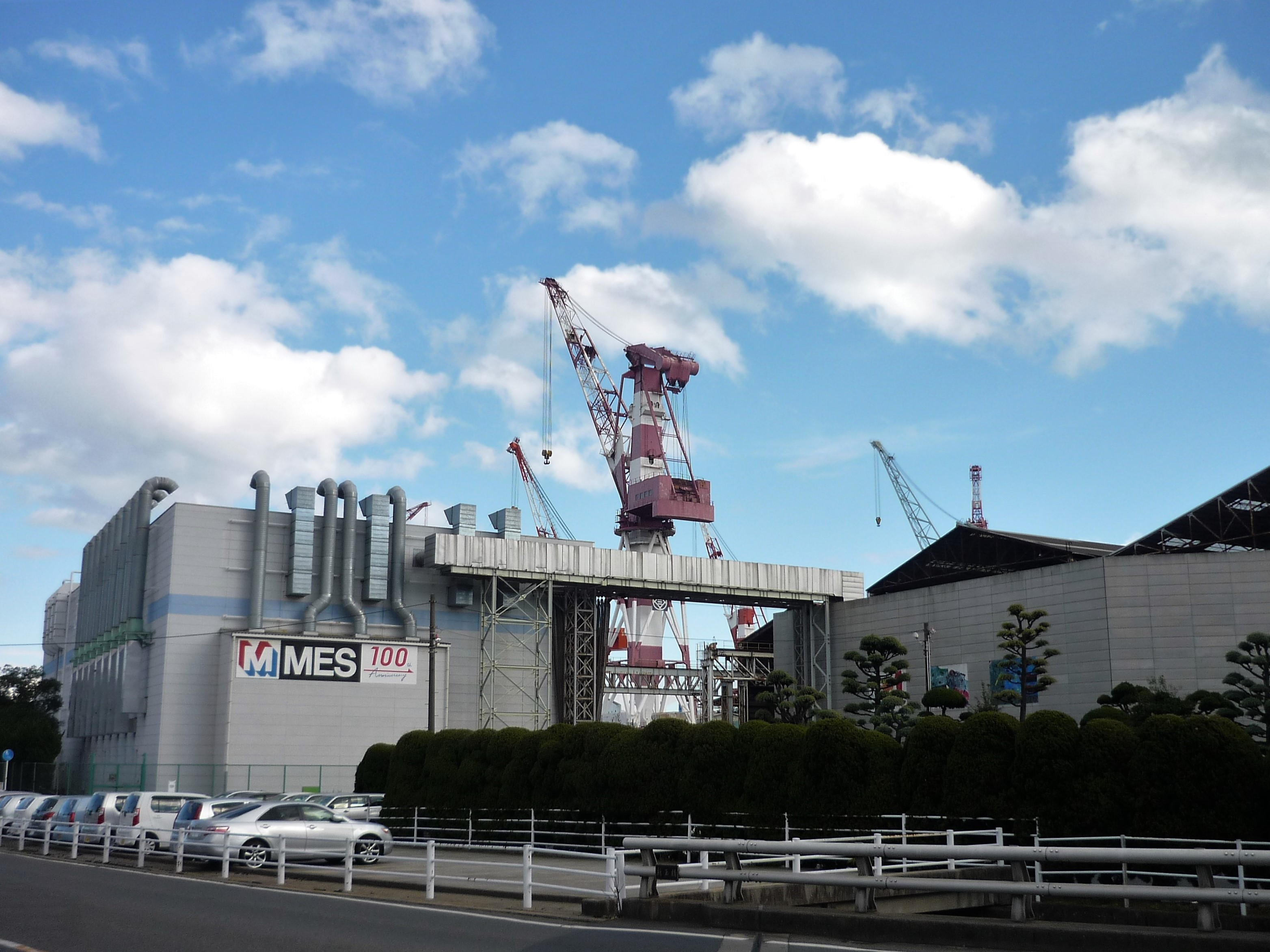
三井造船玉野造船所

宇野地区の南に位置する玉地区は沿岸部が最も長いが多くは造船所の敷地と専用岸壁になっており、周辺は三井造船の企業城下町で同社発祥の地でもある。公共港としては北端にプレジャーボート等が係留されている小規模な玉港がある。

### 田井地区

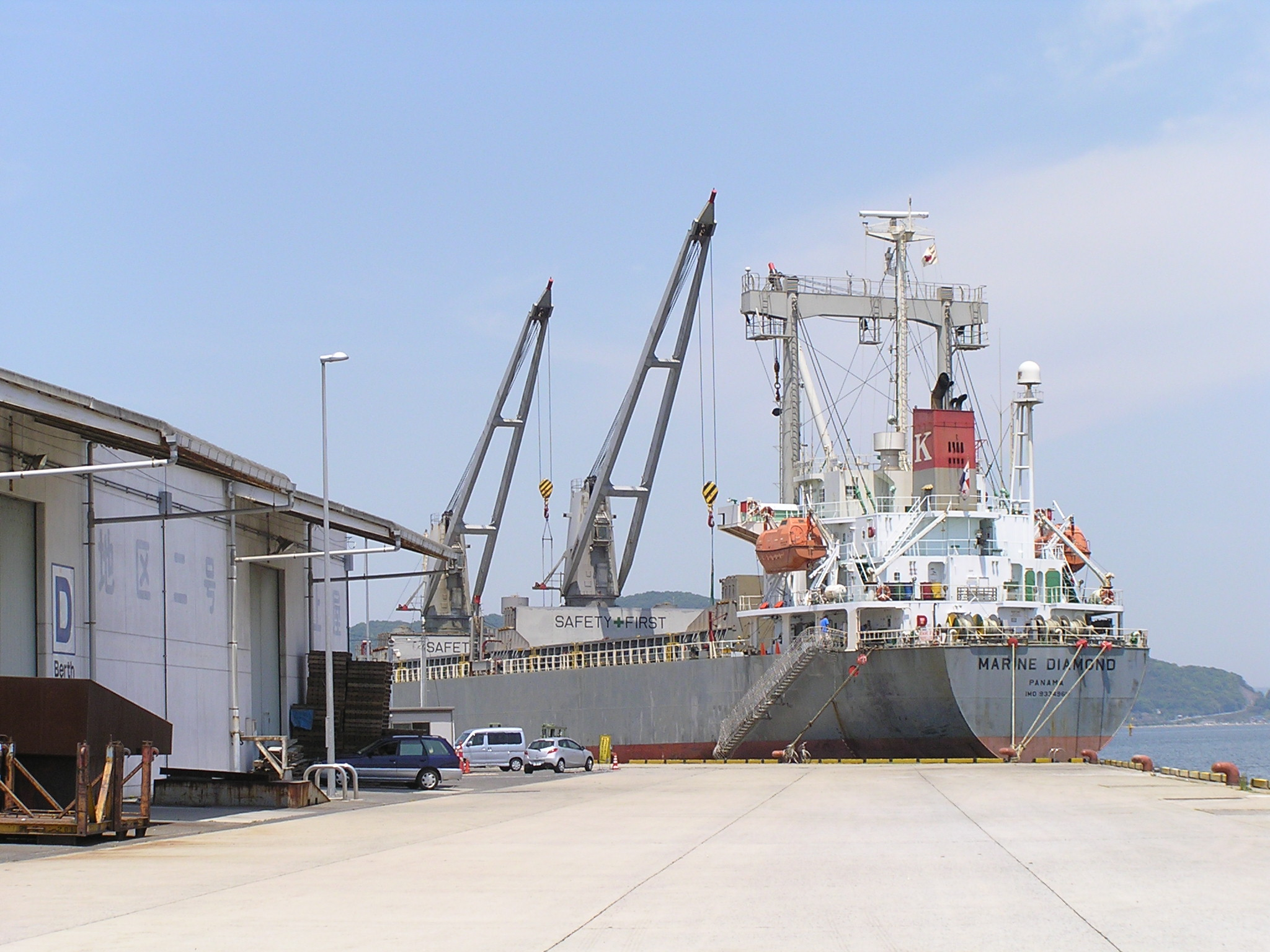
田井地区

宇野地区の北に位置する田井地区は当港の物流機能を集約、整備されてきた。県下最大の水深12ｍ公共岸壁と移動式ジブクレーンを備えるなど、 岡山県東部地域の外内貿物流拠点として位置づけられている。また、池やアスレチックに多目的広場などがある「田井みなと公園」は物流や産業の拠点の中に一般市民が憩える場所となっている。
- 岸壁
  - Aドルフィン 12.0 m 水深×240 m （1バース）水面整理場
  - B,C岸壁 12.0 m 水深×480 m （2バース）上屋・野積場・ジブクレーン
  - D岸壁 10.5 m 水深×185 m （1バース）上屋・野積場
  - E,F岸壁 5.5 m 水深×180 m （2バース）野積場

### 日比地区
最も南に位置する日比地区は北前船が活躍していた明治時代中頃まで廻船問屋に旅館や遊郭が軒を連ねる潮待ちの湊として栄えたが、宇野地区が整備され、連絡船と鉄道が輸送の主流となったことで衰えていった。現在は共同岸壁の物専岸壁と日比共同製錬の専用岸壁に、漁港とプレジャーボート用のマリーナ整備等が進められているなど産業とレジャーが混在する港へと姿を変えている。
- 岸壁
  - (-)10 m 物専岸壁 10.0 m 水深×185 m （1バース）野積場

## 歴史

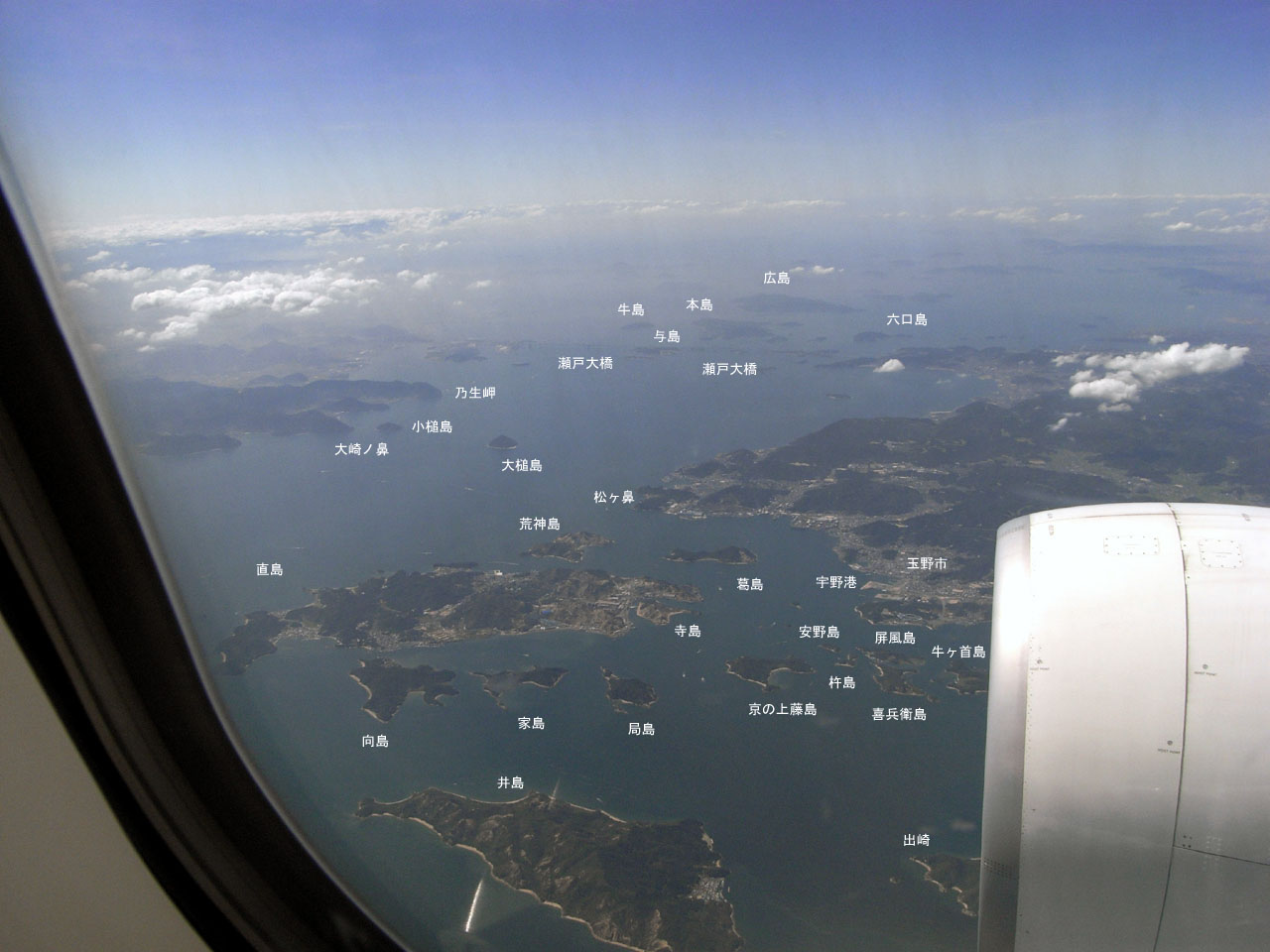
備讃瀬戸の宇野港空撮

### 築港
日清戦争後、宇野湾は製鉄所建設の候補地に挙げられることもあったが、炭田地帯から遠いため実現しなかった。水道事業に努めていた高崎親章岡山県知事によって宇野港の建設交渉が行われ、工費予算案が可決したが、次代知事となる吉原三郎岡山県知事時代には築港計画が停滞する。
日露戦争後の1905年（明治38年）11月、檜垣直右岡山県知事が宇野港改築三ヶ年継続事業案などを岡山県会に提案したが、戦後負担の増大などのため大差で議案は否決された。しかし、檜垣は内務大臣の指揮を受けて1906年（明治39年）1月から知事権限で宇野港改築の原案執行を告示した。
広島市の水野甚次郎が工事を落札して、1907年（明治40年）4月1日に宇野築港起工式が行われた。しかし、物価高騰のため1908年（明治41年）7月に工事請負契約は解除され、8月からは谷口留五郎知事のもとで県直営の工事として進められ、1909年（明治42年）7月15日に宇野築港工事は完了。同年9月25日に宇野築港竣工式が行われた。

### 運用
1910年（明治43年）に宇野線が開通すると、対岸の高松港との間に宇高連絡船が就航した。以後、長らく四国から本州へ渡る窓口港として機能してきたが、1988年（昭和63年）、瀬戸大橋完成に伴って宇高連絡船が廃止されると、フェリーターミナルとしての整備が進んでいった。

### 年表
- 1909年（明治42年） : 竣工。
- 1930年（昭和5年） : 2月8日、関税法上の開港に指定。
- 1988年（昭和63年） : 宇高連絡船が廃止。
- 2015年（平成27年） : 5月16日、海の駅として「たまの・うの港海の駅」が認定[1]。

## 港勢
面積 ※ ha
- 港湾区域面積 882
- 臨港地区面積 173

取扱貨物量 ※ 千t
- 総貨物量 48,466
  - 輸出 231
  - 輸入 1,016
  - 内貿 2,636
  - 内航フェリー 44,583

入港船舶数 ※ 隻
- 合計 56,159
  - 外航 183
  - 内航 55,876

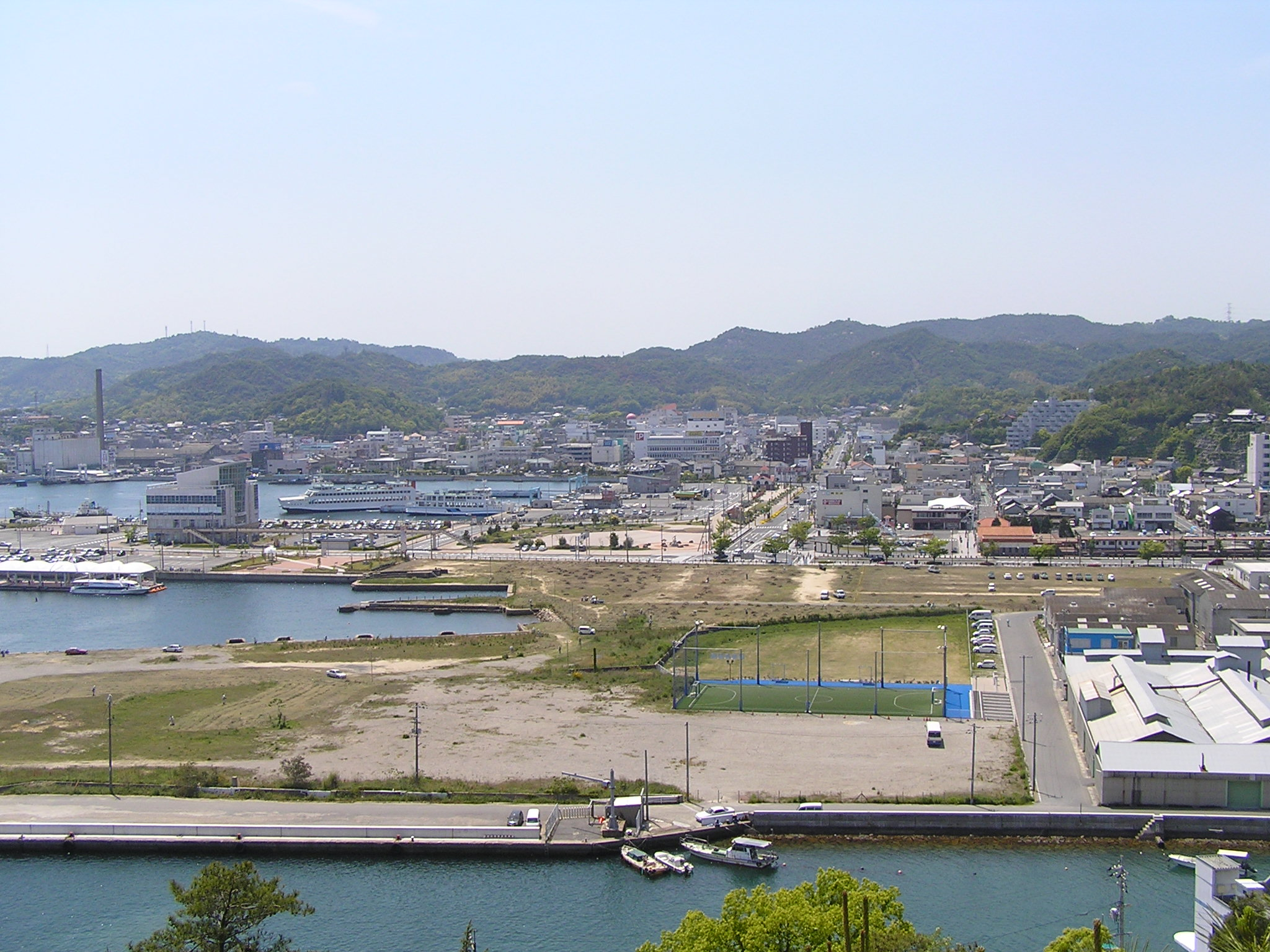
宇野港を東から望む

※ 国土交通省 2007年 港湾関係情報・データ

## 旅客フェリー航路

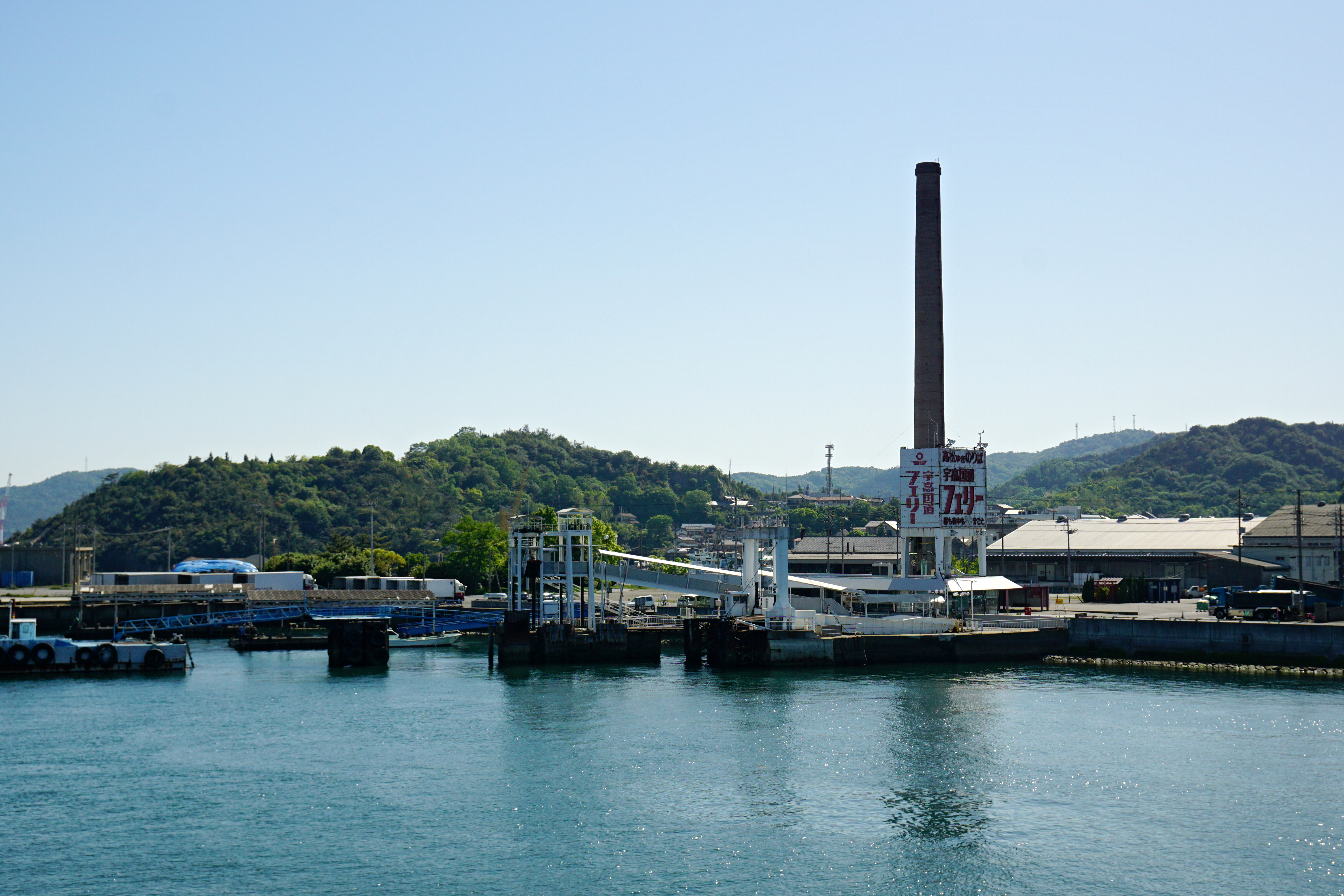
宇高国道フェリー専用バース

四国・高松方面の宇高航路だけではなく、小豆島・直島・豊島の瀬戸内海の離島との航路がある。しかし、2021年現在、四国に直接渡る航路は運行されておらず、仮にフェリーだけで渡航しようとした場合には、小豆島の土庄か直島の宮浦で高松行の船に乗り継ぐ必要がある。
- 高松市（四国）方面 - 宇高航路は2019年12月16日以降休止となり、運航していない。

- 小豆島、豊島方面
  - 小豆島豊島フェリー : 宇野港 - 豊島 - 土庄港（小豆島）(フェリーてしま)
- 直島方面
  - 四国汽船 : 宇野港 - 直島（宮浦港、本村港、風戸港）(あさひ) (なおしま) (せと) (RED BARD)
  - 津国汽船 : 宇野港 - 直島（風戸） ※ 経営破綻による航路廃止